# Ertl István
Ertl István (Budapest, 1965-) magyar/francia tanár, tolmács, műfordító, eszperantista. Luxemburgban él.

## Életútja
Ertl István tanár, fordító, tolmács. 2002-2003-ban az Eŭropa Reto Kontraŭ Rasismo - Európai Rasszizmus Elleni Hálózat információs munkatársaként dolgozott Brüsszelben, majd 2003-ban az Revizora Kortumo - Európai Számvevőszék első magyar nyelvű fordítója lett. Édesanyja viszonylag korán, 54 évesen, 1991-ben halt meg, István 25 éves volt. Fabienne Berthelot a felesége volt egészen 2018-ban bekövetkezett haláláig.

### Eszperantó tevékenysége
1977-ben eszperantista lett, 1980-ban pedig hivatalos levelező tanfolyamon vett részt Georgi Mihalkovnál. Caltagironeben (Szicília) 1986-ban és 1987-ben eszperantót tanított, társalapítója a helyi "Verda aglo" klubnak, társtanár (1986-88) az ún. magyar "kalóztanfolyamok"-nak ill. eszperantó irodalmat tanított az ELTE Egyetemen (Budapest, 1990-91) és a poznani Adam Mickiewicz Egyetemen (1999-től). Ertl 1992 és 2001 között szerkesztette az Internacia Pedagogia Revuo (1987-1991), az Opus Nigrum (1987-1990), a Kontakto (1990-1991) és az Esperanto de UEA folyóiratokat. Ebben az évben az UEA két másik alkalmazottjával együtt felmondott, mert elégedetlen volt egyes igazgatósági tagok viselkedésével. Ertl 2003 áprilisában társalapítója volt a Free Leaf online hírlevélnek. Szerkesztője volt a Literatura Foironak, és a Beletra Almanako egyik szerkesztője, a La Ondo de Esperanto szerkesztője, a Kontakto rendszeres munkatársa és a Monato magazin régi munkatársa. Tagja az EME Tanácsának (2013-), tagja volt bizottságának (2004-2010) és tagja (2005-2008) a választási bizottságának; az IKEL, az Etnikai Szabadságjogok Nemzetközi Bizottságának elnökségi tagja (2005-), az Akademio Literatura de Esperanto bizottság tagja (2007-), az Eszperantó Újságírók Világszövetsége választott bírósági bizottságának tagja (2008-). A Grabowski Alapítvány titkára (2008-). Ertl a strasbourgi Fordítók, Tolmácsok és Nemzetközi Kapcsolatok Intézetében végzett tolmácsolási tevékenységet; nyelvpolitikai rendezvényeken eszperantó szinkrontolmács volt.

## Művei

### Eredeti
- Lajos Tárkony kaj la Budapeŝta Skolo (literatura studo, 1990)
- Tiu toskana septembro (kun Corrado Tavanti, krimromano, 1990)
- Esperanto kaj la estonteca plurlingvismo. Diskuto kun Umberto Eco (Kun François Lo Jacomo, 1994)
- Du poemoj kaj kvin prozaĵoj en Ek al Leg'! (1991), Tempo fuĝas (1995), Sferoj 10 (2000), Mondoj (2001) kaj Vizaĝoj (2010).
- Eseoj en Struktura kaj socilingvistika esploro de Esperanto (1997), Abunda fonto. Memorlibro omaĝe al Prof. István Szerdahelyi (2009), La arto labori kune. Festlibro por Humphrey Tonkin (2009) kaj Dek gazetoj (2010)
- Rememoroj en Hermann: Fragmente / Fragmentoj (2000), Lee Chong-Yeong, gvidanto nia (2009) kaj Abunda fonto (2009)
- La Postdomo (satira romaneto, 2003)
- Provizore (poemaro, 2004).
- Vi(d)vokroniko, aŭ: Dek ok monatoj (eseo, Beletra Almanako 35, 2019)

A The Infant Race angol nyelvű változatát szerkesztette Aulda La infana raso című verséből, Girvan McKay fordításában.

### Fordítások

#### Eszperantóra fordítások
- Stilekzercoj de Raymond Queneau (1986, 2006)
- Pri feliĉa vivado (filozofia traktato de Seneca, 1991, 2015)
- Kaj ni solas (poemaro, 1991, 2020), de Heinz Kahlau
- Mi ĉiam tia rememoru vin (antologio de bulgara ampoezio, red. kaj parte trad., 1992)
- Esplorvojaĝo (1994; senlicenca reeldono de ERA en 2000), de Jules Verne
- Unuminutaj noveloj (red. kaj parte trad., 1995), de István Örkény
- Klaŭstralio (utopio, 1997, 2005), de István Bejczy
- Unu novelo en Omaĝe al Aldecoa (1999), de Ignacio Aldecoa
- Sensorteco (romano, 2003, 2018), de Imre Kertész
- Ĉu nur-angla Eŭropo? Defio al lingva politiko (monografio, 2004), de Robert Phillipson
- La unufoja lando (poemaro, 2005, red. kaj plejparte trad.), de Tomas Venclova
- La sekreta miraklo (antologio, 2008, red. kaj parte trad.), de Jorge Luis Borges
- Podlaĥia antologio (2009, provlegis kaj parte trad.)
- Unu nekredebla Facebook-vivo en sesdek unu simplaj meditoj (2011), de Arjen van Veelen
- La aventuroj de Ŝerloko Holmso (2013, parte trad.), de Arthur Conan Doyle
- Mi inventas la mondon (2015, provlegis kaj parte trad.), de Wisława Szymborska
- Konsilo de ateisto: kredu je Dio (2015, parte trad.), de István Sigmond

Megjelentek fordításai: franciául, Kornis Mihálytól; magyarul: William Auld, Jorge Luis Borges, Dino Buzzati, Remco Campert, Alfonso Rodríguez Castelao, Charles Coleiro, Jean Echenoz, Floor Haakman, Horacio, Petr Joukl, Edwin de Kock, Mario Luzi, Stefan MacGill, Meva Maron , Roger Martin du Gard, Mauro Nervi, Tonnus Oosterhoff, Jiří Orten, Rainer Maria Rilke, Pierre de Ronsard, Eduardo Gy. Rózsa, Georges Simenon, Nasos Vagenas, Jules Verne és Uwe Weiss műveiből.
Ezen kívül magyar nyelvű könyvfordításai a következő formában: 
- La infana raso (William Auld) (A gyermeki faj, 1987)
- Varmas en Romo (Corrado Tavanti) (Hőség Rómában, 1988)
- Kumeŭaŭa, la filo de la ĝangalo (Tibor Sekelj) (Kumevava, az őserdő fia, 1988)
- La finna vojo (Urho Kekkonen) (A finn út, 1989)
- Kazinski venas tro malfrue (Deck Dorval) (A gyilkos későn érkezik, 1990)
- Maskerado ĉirkaŭ la morto (Teodoro Schwartz) (Álarcban, 2002)
- Maskerado ĉirkaŭ la morto, Modernaj Robinsonoj (Teodoro Schwartz) (Túlélni, 2018)

## Fordítás
- Ez a szócikk részben vagy egészben  az   István Ertl című eszperantó Wikipédia-szócikk ezen változatának fordításán alapul.  Az eredeti cikk szerkesztőit annak laptörténete sorolja fel. Ez a jelzés csupán a megfogalmazás eredetét és a szerzői jogokat jelzi, nem szolgál a cikkben szereplő információk forrásmegjelöléseként.